# سالموي ماسويم
سالومي ماسويمي أخصائية أمراض النساء والتوليد وأستاذة الجراحة العامة في جامعة كيب تاون جنوب إفريقيا. في عام 2017، تم تكريمها بجائزة Trailblazer و Young Achie

## النشأة والتعليم
ولدت سالومي ماسويمي في ليمبوبو. وتخرجت من كلية الطب جامعة كوازولو-ناتال عام 2005 خلال فترة تدريبها الطبي، شاهدت حالتي وفاة في غريت تاون، كوازولو ناتال. حصلت على الدكتوراه بدعم من مؤسسة كارنغي في نيويورك ومجلس البحوث الطبية في جنوب إفريقيا والذي ساعدها على إيجاد طرق لتحسين حياة الأمهات والأطفال. حصلت على الماجستير والدكتوراة من جامعة ويتواترسراند،حيث كانت تتطلع إلى الحد من النزيف المصاحب للولادة القيصريةفي محافظة خاوتينج 

## الحياة الوظيفية
```
سالموي عضو تنفيذي في المجموعة البحثية 
للفترة المحيطة بالجراحة
 بجنوب أفريقيا.
[
7
]
```

وعضو في المنظمة الدولية لطب التوليد. ومحاضرة ومديرة في جامعة ويتواترسراند
```
لأمراض النساء والتوليد قسم الأبحاث السريرية وأخصائية التوليد في مستشفى كريس هاني باراغوانث الأكاديمي.
[
8
]
 وهي تعمل مع النساء المعرضات للإصابة بمخاطر الحمل.
[
9
]
 ولها أبحاث عن وفيات الأمهات أثناء الولادة.
[
6
]
[
10
]
 وجدت أن وفيات الأمهات بسبب النزيف أثناء العمليات القيصرية قد زادت في جنوب إفريقيا.
[
11
]
 قارنت استعداد المستشفيات للمضاعفات الجراحية في العمليات القيصرية في جنوب 
خاوتينغ
.
[
10
]
```

في عام 2017، تم ترشيحها من قبل صحيفة ميل اند غارديان كواحدة من أفضل 200 جنوب أفريقي. اكتشفت ماسويمي أن إفريقيا تتسبب في وفاة 200 ألف وفاة كل عام. وهو ثلثي جميع وفيات الأمهات في جميع أنحاء العالم. لقد كتبت لمحادثة حول زيادة عدد العمليات القيصرية في أفريقيا. فازت بجائزة Trailblazer and Young Achiever من جاكوب زوما في عام 2017. في عام 2018، أطلقت جمعية علماء الأطباء في جنوب إفريقيا. مُنحت زمالة Discovery Foundation بجامعة هارفارد، بمستشفى ماساتشوستس العام في عام 2018. زمالاتها تسمح لها بالبحث في أسباب الإملاص في الأشخاص المصابين بفيروس نقص المناعة البشرية. تبلغ قيمة الزمالة 2.1 مليون راند. في عام 2019، تم تعيينها كأستاذة الجراحة العالمية في جامعة كيب تاون.
في عام 2020، تم الإعلان عنها كواحدة من فئة العلماء الشباب في المنتدى الاقتصادي العالمي لعام 2020، وهي مجموعة من 25 باحثًا بارزًا "في طليعة الاكتشافات العلمية.